# Maserati 6C 34
Maserati 6C 34 (tudi 6C-34 ali 6C/34)  je Maseratijev dirkalnik, ki je bil v uporabi na dirkah za Veliko nagrado med sezonama 1934 in 1939.
6C 34 je debitiral na dirki za Veliko nagrado Masaryka v sezoni 1934, ko sta z njim dirkala Tazio Nuvolari iz tovarniškega moštva Officine Alfieri Maserati, in Josef Brazdil, toda debi dirkalnika se je končal tragično, kajti Brazdil se je smrtno ponesrečil, Nuvolari pa je osvojil tretje mesto. Italijan je dosegel tudi edini zmagi za dirkalnik 6C 34 v isti sezoni na dveh italijanskih dirkah za Veliko nagrado Modene in Veliko nagrado Neaplja, kjer je dirkal kot privatnik.
Dirkalnik je bil v uporabi na dirkah vse do sezone 1939, najpogosteje sta ga uporabljali moštvi Scuderia Subalpina in Scuderia Torino. Skupno so vsi dirkači s 6C 34 nastopili na 78-ih dirkah, na katerih so dosegli dve zmagi in še štiri uvrstitve na stopničke. 